# Monster Warriors
Monster Warriors é uma série televisiva que conta a história de quatro adolescentes que lutam contra monstros que ameaçam a cidade de Capital City. É apresentada no Brasil no canal Jetix. A série terminou em 26 de julho de 2008, com um filme para TV intitulado Monster Warriors Finale no canal YTV.

## Elenco
- Jared Keeso  -  Luke
- Lara Amersey  -  Vanka
- Mandy Butcher  -  Tabby
- Yani Gellman  -  Antonio
- Glenn Coulson - Dink Dorman
- Mike 'Nug' Nahrgang - Kreeger
- Adam Growe - Superintendentw McClellan